# André Saint-Cyr
André Saint-Cyr (* 1930 in Montreal) ist ein kanadischer Benediktinermönch, Chorleiter und Gregorianik-Experte.
Saint-Cyr entstammte einer Musikerfamilie. Er studierte Klavier und Orgel in Québec und setzte seine musikalische Ausbildung im Kloster von Saint-Benoît-du-Lac, in Paris und in Rom fort. Er erwarb einen Bachelorgrad im Fach Komposition und einen Mastergrad im Fach Kirchenmusik. 1970 folgte er Georges Mercure als Chorleiter und Gesangslehrer der Abtei von Saint-Benoît-du-Lac nach.
Als Experte für gregorianische Musik wirkte er als Chorleiter an mehreren Programmen der Société Radio-Canada mit und realisierte mehr als zwanzig Schallplattenaufnahmen. Die National Association of Pastoral Musicians lud ihn als Lehrer für Gregorianik ein. 1989 wurde er Leiter des gregorianischen Chores an der Kirche Saint-Jean-Baptiste in Montreal, wo monatlich eine gregorianische Messe gehalten wird.
Mit seinem Bruder, dem Cellisten Marcel Saint-Cyr und dem Organisten André Laberge nahm er das Album Chant grégorien auf. In den 1980er Jahren gründete er mit seinen Geschwistern Hélène (Sopran), Claire (Alt) und Bernard (Bariton) das Gesangsquartett Quatuor Saint-Cyr.

## Quelle
- Library and Archives Canada - Virtual Gramophone - Choir of the Abbey of Saint-Benoît-du-Lac
- Allmusic - Dom André Saint-Cyr

| Personendaten    | Personendaten                                                    |
| ---------------- | ---------------------------------------------------------------- |
| NAME             | Saint-Cyr, André                                                 |
| KURZBESCHREIBUNG | kanadischer Benediktinermönch, Chorleiter und Gregorianikexperte |
| GEBURTSDATUM     | 1930                                                             |
| GEBURTSORT       | Montreal                                                         |